# Michael Fitz (Schauspieler)

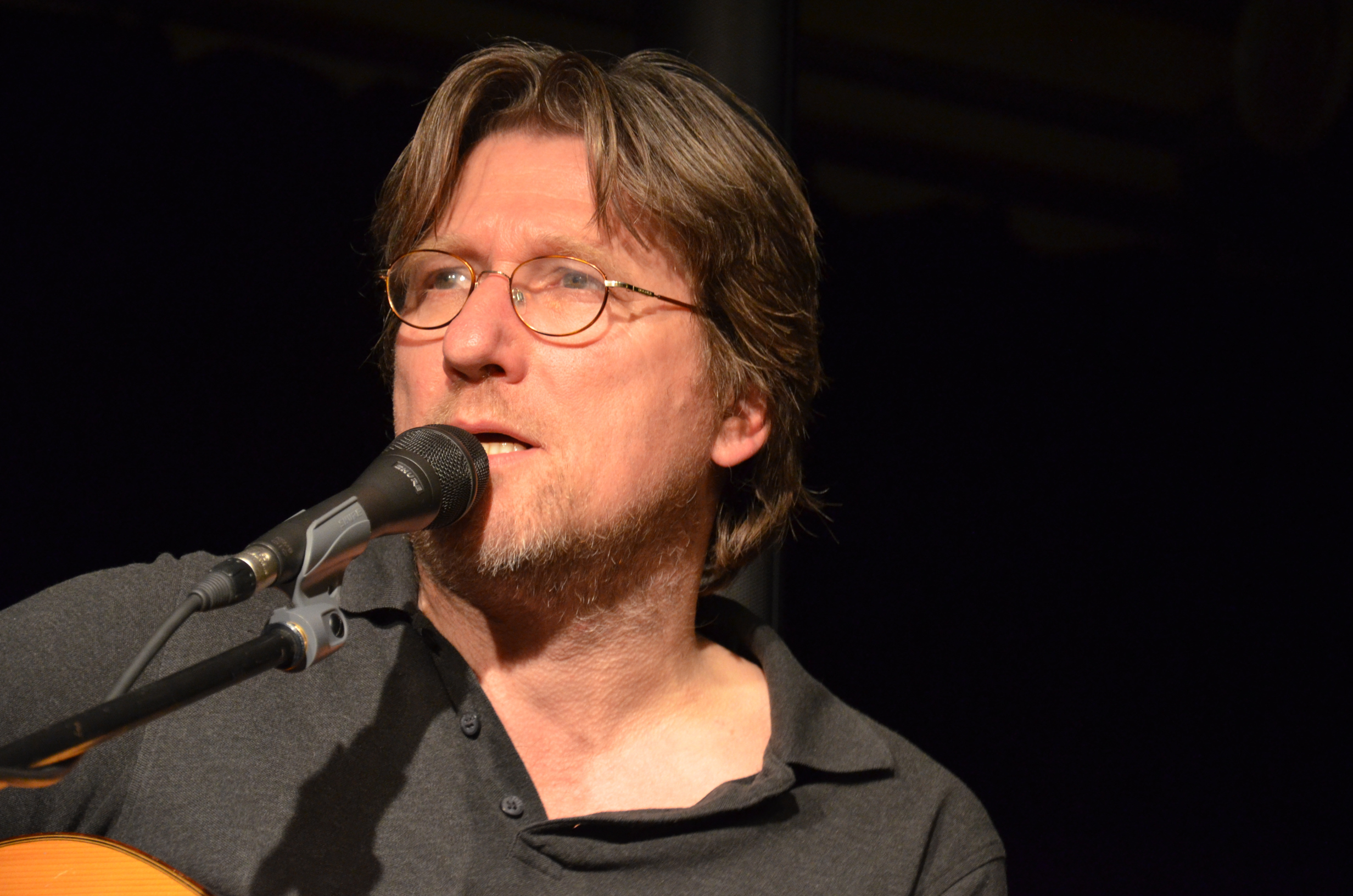
Michael Fitz, 2012

Michael Fitz (* 13. November 1958 in München) ist ein deutscher Schauspieler und Musiker.

## Leben
Michael Fitz stammt aus der bekannten Münchner Künstlerfamilie Fitz. Er ist der Sohn des Volksschauspielers Gerd Fitz, Neffe von Veronika Fitz,  Cousin von Lisa Fitz und Ariela Bogenberger sowie Cousin zweiten Grades von Florian David Fitz. Michael Fitz wohnt mit seiner Frau und dem gemeinsamen Sohn südöstlich von München.
Fitz, der bereits als Jugendlicher Gitarre spielte, gründete 1974 seine erste eigene Band, mit der er in seiner Heimatregion als Gitarrist und Sänger auftrat. 1980 bis 1983 besuchte er die Abteilung Dokumentarfilm der Filmhochschule München.
Fitz spielt seit 1977 in zahlreichen Fernsehproduktionen mit. Landesweite Popularität erreichte er in der ARD-Krimireihe Tatort als Kriminaloberkommissar Carlo Menzinger, den er von 1992 bis 2007 sowie noch einmal 2013 in der Folge „Macht und Ohnmacht“ an der Seite von Miroslav Nemec (als Ivo Batić) und Udo Wachtveitl (als Franz Leitmayr) verkörperte, siehe Batic und Leitmayr.
Seit 1984 ist Fitz auch als Musiker, Sänger und Hörbuchsprecher erfolgreich. Er veröffentlichte bisher 16 CDs.
2008 übersetzte er in der Reihe "Asterix Mundart Bayrisch IV" den Asterixband Asterix da Gladiatoa.

## Auszeichnungen
- 2005 Deutscher Fernsehpreis als bester Nebendarsteller in Marias letzte Reise
- 2005 Bayerischer Fernsehpreis für Marias letzte Reise

## Filmografie (Auswahl)
- 1980: Jägerschlacht
- 1986: Irgendwie und Sowieso (Fernsehserie, Folge Ringo)
- 1986–1987: Der Schwammerlkönig
- 1989: Derrick – Folge 182: Ein merkwürdiger Tag auf dem Lande
- 1991: Tatort: Animals
- 1992: Ein Heim für Tiere (Fernsehserie, eine Folge)
- 1992: Happy Holiday (Serie)
- 1992–2007 Tatort (als KOK Carlo Menzinger), siehe Carlo Menzinger
- 1995–2000: Aus heiterem Himmel (Serie)
- 1996–2000: Männer sind was Wunderbares (Fernsehreihe)
- 1997: Harald – Der Chaot aus dem Weltall
- 2000: Die Boegers (Comedyserie)
- 2004: Eine zweimalige Frau
- 2004: Forsthaus Falkenau – Herzenswunsch
- 2004–2005: Im Namen des Gesetzes
- 2005: Marias letzte Reise
- 2005: Die Schwarzwaldklinik – Neue Zeiten
- 2007: Das Leuchten der Sterne
- 2007: Eine folgenschwere Affäre
- 2007: Der Alte – Folge 318: Heimkehr in den Tod
- 2008: Die Sache mit dem Glück
- 2008: Räuber Kneißl
- 2008: Utta Danella – Wenn Träume fliegen
- 2008: Hilfe, meine Schwester kommt! (Regie: Dirk Regel)
- 2009: Die Drachen besiegen
- 2009: Baching
- 2009: Sterne über dem Eis
- 2010: Kommissarin Lucas – Spurlos
- 2010: In aller Stille (Fernsehfilm)
- 2010: Tod am Engelstein
- 2010: Die Route
- 2010–2012: Der Schwarzwaldhof (Fernsehreihe)
- 2011: Familie für Fortgeschrittene
- 2012: Fünf Freunde
- 2012: Doppelgängerin
- 2012: Wohin der Weg mich führt
- 2012: Ludwig II.
- 2013: Tatort: Macht und Ohnmacht
- 2013: Hattinger und die kalte Hand – Ein Chiemseekrimi
- 2014: Fünf Freunde 3
- 2015: Rosamunde Pilcher – Liebe, Diebe und Diamanten
- 2015: Lena Lorenz: Willkommen im Leben (Fernsehreihe)
- seit 2016: Die Toten von Salzburg (Fernsehreihe)
  - 2016: Die Toten von Salzburg
  - 2018: Zeugenmord
  - 2018: Königsmord
  - 2019: Mordwasser
  - 2019: Wolf im Schafspelz
  - 2021: Schwanengesang
  - 2021: Treibgut
  - 2021: Vergeltung
  - 2023: Schattenspiel
  - 2024: Süßes Gift
  - 2025: Mord in bester Lage
- 2016: Hattinger und der Nebel – Ein Chiemseekrimi
- 2017: SOKO Donau – Himmel voller Sterne
- 2018: Der Trafikant
- 2019: München Mord: Leben und Sterben in Schwabing
- 2019: Zeit der Geheimnisse, Netflix
- 2020: Ein Sommer auf Mykonos
- 2020: Annie – kopfüber ins Leben (Fernsehfilm)

Gastauftritte in Irgendwie und Sowieso, Café Meineid, Zur Freiheit, Die Wiesingers, Der Komödienstadel, Die Rosenheim-Cops, Derrick und SOKO 5113

## Diskographie
Alben
- 1989: Fitz
- 1991: Gefühlsecht
- 1993: Loopings

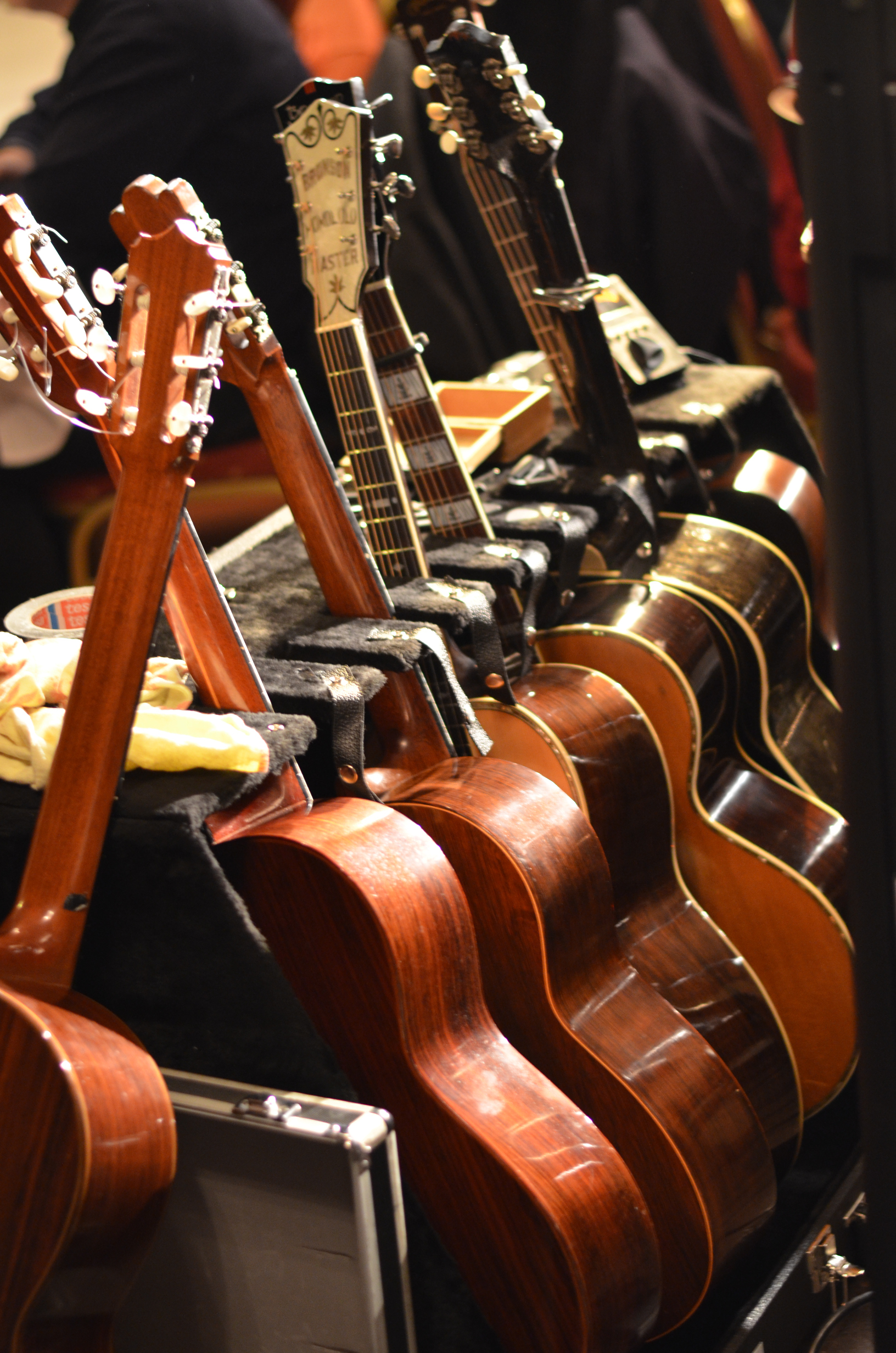
Michael Fitz tourt mit acht Gitarren.

- 1995: Bis hierher und noch weiter (Sampler der Alben 1–3 plus B-Seiten)
- 1996: …weitergeh’n live
- 1997: Bis hierher und noch weiter II (Sampler der Alben 1–3 plus B-Seiten)
- 1999: hier
- 2001: gleichgewicht
- 2005: hoam
- 2008: nackert
- 2009: Solo live
- 2012: Wenn I schaug …
- 2014: Live & Aloa
- 2015: Des bin I
- 2017: Jetz auf gestern (Live 2008-2016)
- 2021: Da Mo (Der Mann)

Singles/Maxis/Digitale Singles
- 1986: Männerbande
- 1988: Hörst du die Trommel nicht (Single, Maxi + Maxi-CD)
- 1989: Jetzt und hier
- 1989: Helden
- 1990: Kaum zu glauben
- 1991: Harte Zeiten (Single und Maxi)
- 1991: Gefühlsecht (Promo Maxi-CD)
- 1992: Unter die Haut (Maxi-CD)
- 1993: Immer wenn du gehst (Maxi-CD)
- 1993: Alles ganz anders (Maxi-CD)
- 2001: Back in a minute (Promo Maxi-CD)
- 2024: Hoitauf Achtung (Digital-Single)
- 2024: Der Elefant (Digital-Single)

Hörbücher
- 2006: Peterchens Mondfahrt (Hörbuch)
- 2006: München: Eine akustische Reise zwischen Viktualienmarkt und Olympiaturm (Hörbuch)
- 2007: Vom Wandern: Literarische Fundstücke für Höhen und Tiefen (Hörbuch)
- 2008: Spaziergang durch München: Geschichten vom Viktualienmarkt, Braumeister Yasubumi und dem Goasslschnalzn (Hörbuch)
- 2010: Michael Fitz liest Max Bronski: Die Münchenkrimis. Kunstmann München, ISBN 978-3-88897-693-3, 480 Min. (Hörbuch)
- 2010: Michael Fitz liest Die Henkerstochter
- 2012: Nacht der Einsamen (Hörbuch)